# アル・タラバ
アル・タラバ（アラビア語: نادي الطلبة الرياضي、英語: Talaba Sport Club）は、イラクの首都バグダードをホームとするサッカークラブである。タラバ はアラビア語で学生(複数形)を意味している。Al Jameaaとして1969年に創設された。
国際試合において、1995年アジアカップウィナーズカップで当時のベルマーレ平塚に決勝戦で敗れて準優勝した経験がある。

## 獲得タイトル
- イラクプレミアリーグ

5回(1981, 1982, 1986, 1993, 2002)
- イラクFAカップ

2回(2002, 2003)

## 国際試合経験
- アジアクラブ選手権: 1回 (第6回 1986-1987；4位)
- アジアカップウィナーズカップ: 1回(第6回 1995-1996；2位)
- AFCチャンピオンズリーグ: 1回(第1回 2002-2003)